# Anna Verouli
Anna Verouli (grško Άννα Βερούλη), grška atletinja, * 13. november 1956, Kavala, Grčija.
Nastopila je na poletnih olimpijskih igrah v letih 1984, 1988 in 1992 v metu kopja, leta 1984 je bila izključena zaradi dopinga. Na svetovnih prvenstvih je leta 1983 osvojila bronasto medaljo, na evropskih prvenstvih pa naslov prvakinje leta 1982. 